# Aranka Siegal
Aranka Siegal, rozená Aranka Meizlik (* 11. června 1930 Berehovo, Československo, dnes Ukrajina), je americká spisovatelka.

## Život
Narodila se v Berehovu v Československu. Příjmení její matky bylo „Rosner“, které se změnila na Meizlik po svém prvním manželství s Meyerem Meizlikem a později na Davidowitz po svém druhém manželství s Ignacem Davidowitzem. Její otec –  Meyer Meizlik, zemřel, když jí bylo devět měsíců. Její matka se pak znovu vdala s Ignacem Davidowitzem. Byla pátým dítětem ze sedmi dětí. Vyrůstala a často trávila léto u své babičky (rozené Fage Rosner) v Komjaty. Většina Arančiny rodiny byla relativně konzervativní se svými náboženskými praktikami a udržovala krok s mnoha židovskými zvyky a tradicemi. Její babička však žila přísný, pravoslavný život.
V roce 1944 byla se svou starší sestrou Iboyou poslána do koncentračního tábora Auschwitz (Osvětim) a pak do koncentračního tábora Bergen-Belsen. V dubnu 1945 byly obě osvobozeny 21. armádou polního maršála Montgomeryho a odvezeny švédským Červeným křížem do Švédska. V roce 1948 obě emigrovaly do Spojených států.
V roce 1951 se vdala za Gilberta Siegala, absolventa Harvardu a během druhé světové války důstojníka letectva Spojených států. Aranka a Gilbert Siegalovi bydleli po většinu svého života na předměstí New Yorku. V roce 2000 se přestěhovali do Aventury na Floridě. Měli dvě děti, Josepha a Rissu. Poté, co jejich dvě děti odešly na vysokou školu, studovala Aranka vysokou školu. V roce 1977 získala bakalářský titul v oboru sociální antropologie na Newyorské univerzitě. Její manžel Gilbert zemřel v roce 2004. Většinu svého volného času tráví navštěvováním škol po celé zemi a vyprávěním příběhu o svém životě a zkušenostech během druhé světové války.

## Dílo
- Upon the Head of the Goat (1981)
- Grace in the Wilderness (1985)
- Memories of Babi (2008)